# Leon Black
Leon David Black, född 31 juli 1951, är en amerikansk företagsledare som är medgrundare, delägare, styrelseordförande och vd för riskkapitalbolaget Apollo Global Management, LLC.
Han avlade kandidatexamen i filosofi respektive historia vid Dartmouth College och en master of business administration vid Harvard Business School.
Den amerikanska ekonomitidskriften Forbes rankade Black till att vara världens 290:e rikaste med en förmögenhet på 8,6 miljarder amerikanska dollar för den 7 mars 2021.

## Konstsamling
Black är en stor konstsamlare och hans samling innehåller bland annat målningar från Pablo Picasso, Edvard Munch, Édouard Manet, J.M.W. Turner, Paul Cézanne och Edgar Degas; teckningar från Vincent Van Gogh, Rafael och Honoré Daumier samt skulpturer från Constantin Brâncuși, Paul Gauguin och Degas. Den var värderad till minst 750 miljoner dollar för år 2012.

I samlingen kan man hitta bland annat dessa:
- "Skriet" av Edvard Munch. I maj 2012 betalade Black rekordsumman 119,9 miljoner dollar för verket på en auktion hos Sotheby's.[6][7][8]
- "Head of a Muse" av Rafael. I december 2009 betalade Black 47,6 miljoner dollar för verket på en auktion hos Christie's.[9] I februari 2010 utfärdade den brittiska regeringen temporär exportförbud på verket.[10]
- "Head of a Young Apostle" av Rafael. I juni 2013 betalade Black 29 miljoner brittiska pund för verket. Det är dock fortfarande oklart om den brittiska regeringen tillåter att verket lämnar landet.[11]
- "Bird in Space" av Constantin Brâncuși. I maj 2005 betalade Black 27,4 miljoner dollar för skulpturen hos auktionsbyrån Christie's.[12]